# Bryocyclops elachistus
Bryocyclops elachistus is een eenoogkreeftjessoort uit de familie van de Cyclopidae. De wetenschappelijke naam van de soort is voor het eerst geldig gepubliceerd in 1935 door Kiefer.